# 4 gegen Z/Episodenliste
Diese Episodenliste enthält alle Episoden der deutschen Mystery-Fernsehserie 4 gegen Z, sortiert nach der offiziellen Folgennummerierung der ARD. Die Fernsehserie umfasst 3 Staffeln mit 39 Episoden und 2 Spielfilmen.

## Übersicht
| Staffel | Episodenanzahl | Erstausstrahlung | Erstausstrahlung  |
| Staffel | Episodenanzahl | Staffelpremiere  | Staffelfinale     |
| ------- | -------------- | ---------------- | ----------------- |
| 1       | 13             | 9. April 2005    | 2. Juli 2005      |
| 2       | 13             | 13. Mai 2006     | 5. August 2006    |
| 3       | 13             | 25. August 2007  | 10. November 2007 |

## Staffel 1
| Nr. (ges.) | Nr. (St.) | Originaltitel              | Erstausstrahlung D | Regie               | Drehbuch                       |
| ---------- | --------- | -------------------------- | ------------------ | ------------------- | ------------------------------ |
| 1          | 1         | Das Vermächtnis            | 9. Apr. 2005       | Klaus Wirbitzky     | Katharina Mestre               |
| 2          | 2         | Im Reich Zanrelots         | 16. Apr. 2005      | Klaus Wirbitzky     | Oliver Keune, Katharina Mestre |
| 3          | 3         | Der gestohlene Mond        | 23. Apr. 2005      | Andrea Katzenberger | Sonja Sairally                 |
| 4          | 4         | Gefährliches Spiel         | 30. Apr. 2005      | Klaus Wirbitzky     | Sonja Sairally                 |
| 5          | 5         | Stadt ohne Lachen          | 7. Mai 2005        | Klaus Wirbitzky     | Sonja Sairally                 |
| 6          | 6         | Magisch gefangen           | 14. Mai 2005       | Klaus Wirbitzky     | Katharina Mestre               |
| 7          | 7         | Die verkaufte Stadt        | 21. Mai 2005       | Klaus Wirbitzky     | Katharina Mestre               |
| 8          | 8         | Perfekte Träume            | 28. Mai 2005       | Klaus Wirbitzky     | Sonja Sairally                 |
| 9          | 9         | Zanrelots Geheimnis        | 4. Juni 2005       | Klaus Wirbitzky     | Sonja Sairally                 |
| 10         | 10        | Fluch der Schönheit        | 11. Juni 2005      | Andrea Katzenberger | Andrea Katzenberger            |
| 11         | 11        | Kampf der alten Wächter    | 18. Juni 2005      | Klaus Wirbitzky     | Katharina Mestre               |
| 12         | 12        | Der falsche Jona           | 25. Juni 2005      | Klaus Wirbitzky     | Katharina Mestre               |
| 13         | 13        | Entscheidung im Holstentor | 2. Juli 2005       | Klaus Wirbitzky     | Jörg Reiter                    |

## Staffel 2
| Nr. (ges.) | Nr. (St.) | Originaltitel              | Erstausstrahlung D | Regie               | Drehbuch            |
| ---------- | --------- | -------------------------- | ------------------ | ------------------- | ------------------- |
| 14         | 1         | Zanrelots Rückkehr         | 13. Mai 2006       | Klaus Wirbitzky     | Katharina Mestre    |
| 15         | 2         | Rufmord                    | 20. Mai 2006       | Andrea Katzenberger | Sonja Sairally      |
| 16         | 3         | Gefährliche Strahlen       | 27. Mai 2006       | Klaus Wirbitzky     | Katharina Mestre    |
| 17         | 4         | Seelenraub                 | 3. Juni 2006       | Klaus Wirbitzky     | Katharina Mestre    |
| 18         | 5         | Die Stadt der Kinder       | 10. Juni 2006      | Klaus Wirbitzky     | Anja Jabs           |
| 19         | 6         | In der Zeitschleife        | 17. Juni 2006      | Klaus Wirbitzky     | Jörg Reiter         |
| 20         | 7         | Im Sog des Spiels          | 24. Juni 2006      | Klaus Wirbitzky     | Anja Jabs           |
| 21         | 8         | Böse Träume                | 1. Juli 2006       | Klaus Wirbitzky     | Jörg Reiter         |
| 22         | 9         | Sag einfach ja!            | 8. Juli 2006       | Andrea Katzenberger | Andrea Katzenberger |
| 23         | 10        | Verschollen in der Zukunft | 15. Juli 2006      | Klaus Wirbitzky     | Katharina Mestre    |
| 24         | 11        | Der Klon                   | 22. Juli 2006      | Andrea Katzenberger | Andrea Katzenberger |
| 25         | 12        | Der Bannkreis              | 29. Juli 2006      | Klaus Wirbitzky     | Jörg Reiter         |
| 26         | 13        | Der letzte Kampf           | 5. Aug. 2006       | Klaus Wirbitzky     | Jörg Reiter         |

## Staffel 3
| Nr. (ges.) | Nr. (St.) | Originaltitel            | Erstausstrahlung D | Regie               | Drehbuch            |
| ---------- | --------- | ------------------------ | ------------------ | ------------------- | ------------------- |
| 27         | 1         | Das Tor zur Welt         | 25. Aug. 2007      | Andrea Katzenberger | Andrea Katzenberger |
| 28         | 2         | Vergiftete Töne          | 1. Sep. 2007       | Andrea Katzenberger | Andrea Katzenberger |
| 29         | 3         | Der Werwolf-Zauber       | 8. Sep. 2007       | Klaus Wirbitzky     | Jörg Reiter         |
| 30         | 4         | Der Fluch                | 15. Sep. 2007      | Klaus Wirbitzky     | Jörg Reiter         |
| 31         | 5         | Stadt ohne Vergangenheit | 22. Sep. 2007      | Klaus Wirbitzky     | Sonja Sairally      |
| 32         | 6         | Der goldene Kelch        | 29. Sep. 2007      | Klaus Wirbitzky     | Katharina Mestre    |
| 33         | 7         | Stadt ohne Musik         | 6. Okt. 2007       | Andrea Katzenberger | Andrea Katzenberger |
| 34         | 8         | Gefahr aus dem All       | 13. Okt. 2007      | Andrea Katzenberger | Sonja Sairally      |
| 35         | 9         | Die Froschkönigin        | 20. Okt. 2007      | Andrea Katzenberger | Katharina Mestre    |
| 36         | 10        | Reise ins Nichts         | 27. Okt. 2007      | Klaus Wirbitzky     | Sonja Sairally      |
| 37         | 11        | Der teuflische Komet     | 3. Nov. 2007       | Andrea Katzenberger | Jörg Reiter         |
| 38         | 12        | Verrat hoch zwei         | 10. Nov. 2007      | Andrea Katzenberger | Jörg Reiter         |
| 39         | 13        | Kampf ums Tor zur Welt   | 10. Nov. 2007      | Klaus Wirbitzky     | Jörg Reiter         |

## Spielfilme
| Nr. (ges.) | Nr. (St.) | Originaltitel             | Zusammenfassung                                                                   | Erstausstrahlung D | Regie           | Drehbuch    |
| ---------- | --------- | ------------------------- | --------------------------------------------------------------------------------- | ------------------ | --------------- | ----------- |
| –          | 0         | Im Bann der Dunklen Macht | Der Film umfasst die drei letzten Folgen der 2. Staffel plus neu gedrehte Szenen. | 20. Okt. 2006      | Klaus Wirbitzky | Jörg Reiter |
| –          | 0         | Wächter in Gefahr         | Der Film umfasst die ersten Folgen der 3. Staffel.                                | 5. Okt. 2007       | Klaus Wirbitzky | Jörg Reiter |